# Subramanianospora vesiculosa
Subramanianospora vesiculosa là một loài Ascomycetes trong họ Incertae sedis. Loài này được ButlerNarayanan, Sharma & Minter miêu tả khoa học đầu tiên năm 2004.
Đây là loài gây hại của cây Casuarina equisetifolia, phát triển phổ biến ở Mauritius.